# 丸帯

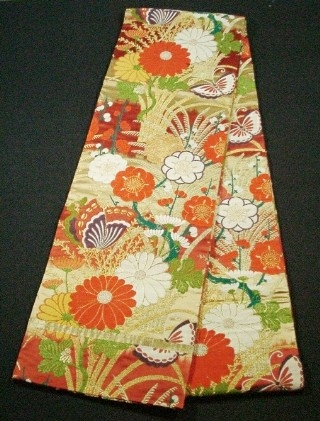
丸帯

丸帯（まるおび）とは日本で使われる女帯の一種。
幅1尺8寸5分（約70センチメートル）、長さ1丈1尺5寸（約4メートル36センチ）以上の布地の幅を2つに折って端を縫い、帆布の帯芯を入れて半分の幅に仕立てた帯である。表と裏は同じ柄になる。
江戸時代中期に、大きくなった髪型に合わせて、正装用の帯幅や帯結びが大きくなり、丸帯が考案された。帯地には錦織や金襴、緞子などの織物が使われた。
戦前まで礼装用に用いられていたが、重くて扱いづらいことから昭和初期に考案された袋帯にとって代わられ、現在では芸者、舞妓、等の花柳界や、婚礼衣装以外ではほぼ使われない。